# Kościół Niepokalanego Serca Najświętszej Maryi Panny w Łopianowie
Kościół Niepokalanego Serca Najświętszej Maryi Panny w Łopianowie – katolicki kościół filialny zlokalizowany we wsi Łopianów w gminie Gryfice, w powiecie gryfickim (województwo zachodniopomorskie). Należy do parafii Wniebowzięcia Najświętszej Maryi Panny w Gryficach.

## Historia i architektura
Kościół został zbudowany w 1911 roku. Wzniesiono go na miejscu wcześniej stojącej w tym miejscu świątyni. Utrzymany w stylu neobarokowym, jest budowlą na planie prostokąta, murowaną z cegły i otynkowaną. Nawę nakrywa dwuspadowy, ceramiczny dach. Od strony zachodniej znajduje się wieża na planie kwadratu, nakryta barokowym hełmem z latarnią, przeniesionym z wcześniejszego kościoła. Teren wokół kościoła otoczony jest kamiennym murem.
Po II wojnie światowej kościół został konsekrowany jako świątynia katolicka w dniu 3 maja 1947 roku przez księdza Stanisława Ruta TChr.
Wnętrze kościoła nakrywa odeskowany strop kolebkowy. Zachowała się XIX-wieczna empora chórowa. W ścianie prezbiterium znajduje jest krzyż z figurą Chrystusa, poniżej którego umieszczone jest tabernakulum ozdobione przedstawieniem kielicha z Hostią. Obok krzyża zawieszony jest obraz Niepokalanego Serca Najświętszej Maryi Panny.